# The Economist Intelligence Unit
The Economist Intelligence Unit (EIU) est une entreprise britannique appartenant à The Economist Group.
Par ses recherches et ses analyses, l'EIU offre des prévisions et du conseil à ses clients. Elle fournit aux pays, industries et aux entreprises des analyses mondiales. L'EIU faisait anciennement partie de la Business International Corporation, une entreprise britannique acquise par l'organisation parente en 1986. Elle est connue en particulier pour ses rapports mensuels par pays, ses prévisions nationales sur cinq ans, ses rapports de risque des pays, et ses rapports industriels. L'entreprise commercialise également des analyses portant sur des marchés particuliers ou des secteurs de marchés. 
Son directeur éditorial et économiste en chef est actuellement Robin Bew.

## Indice de démocratie
Depuis 2006, l'Economist Intelligence Unit publie l'indice de démocratie, un indice compilé examinant l'état de la démocratie dans 167 pays, essayant ainsi de quantifier ce niveau de démocratie avec un  Economist Intelligence Unit Index of Democracy, concentré sur cinq catégories générales : processus électoral et pluralisme, libertés civiles, fonctionnement du gouvernement, participation politique et culture politique.

## Government Broadband Index
En janvier 2011, l'EIU publie le Government Broadband Index (gBBi), évaluant les pays sur la planification du déploiement de l'Internet à haut débit du gouvernement, par rapport à la capacité déjà installée. Avec des objectifs ambitieux à la fois pour la vitesse et la couverture des réseaux à large bande de prochaine génération, les pays développés de l'Asie du Sud-Est ont réalisé le meilleur score. Selon l'indice, la Grèce est le pays présentant la pire mesure, en raison de son objectif de couverture relativement faible et de son calendrier de déploiement peu ambitieux. La Grèce souffre aussi du niveau considérable de son engagement de financement public en pourcentage des revenus budgétaires du gouvernement, et parce que son plan ne contribue guère à dynamiser la concurrence dans le marché de l'Internet à haut débit.